# Beilstein (Greifenstein)
Beilstein ist mit rund 1500 Einwohnern der größte Ortsteil der Gemeinde Greifenstein im mittelhessischen Lahn-Dill-Kreis.

## Geographie
Der Ort liegt etwa zehn Kilometer südwestlich von Herborn, 17 Kilometer nordwestlich der Kreisstadt Wetzlar und gut 80 Kilometer nördlich von Frankfurt am Main.
Er befindet sich im hessischen Teil des Westerwaldes, nahe zur Grenze nach Rheinland-Pfalz. Beilstein liegt am nördlichen Ende des Ulmbachs in einem sich weitenden Quellgebiet, dass von bewaldeten Höhenzügen umgeben wird. Der Ort liegt auf einer Höhe von etwa 370 Meter über NN.

## Geschichte

### Ortsgeschichte
Beilstein ist aus den drei Dörfern Beilstein, Haiern und Wallendorf zusammengewachsen, von denen letzteres bekanntermaßen bereits im Jahre 774 erstmals urkundlich erwähnt wurde.
Beilstein gehörte, zusammen mit Mengerskirchen und Nenderoth, zur Kalenberger Zent. Die Burg Beilstein ist 1129 erstmals urkundlich erwähnt und wurde um 1320 von den Grafen von Nassau ausgebaut. Am 18. Februar 1321 erwirkten sie für den Ort Stadtrechte, die aber nach dem Dreißigjährigen Krieg wieder aberkannt wurden.
1363–1561 bestand eine Linie Nassau-Beilstein des Grafengeschlechts, und 1607–1620 war Beilstein erneut Residenz einer Nebenlinie des Hauses Nassau-Dillenburg unter Georg von Nassau-Beilstein.
Das Dorf Haiern gehört erst seit 1941 zu Beilstein.
Wallendorf ist der älteste Ortsteil von Beilstein und erscheint bereits im Jahre 774 erstmals urkundlich. Hier wird im Jahre 1211 der Ritter Gerlach von Walderdorff erwähnt, Stammvater des gleichnamigen, bis heute bestehenden Adelsgeschlechts.
Hessische Gebietsreform (1970–1977)
Am 1. Januar 1977 wurde die Gemeinde Beilstein im Zuge der Gebietsreform in Hessen mit den bis dahin ebenfalls selbstständigen Gemeinden Arborn, Greifenstein, Nenderoth, Odersberg und Ulmtal zur neuen Großgemeinde zusammengeschlossen. Bereits zuvor wurden auf freiwilliger Basis die Gemeinde Rodenroth am 31. Dezember 1971 und die Gemeinde Rodenberg am 1. Juli 1972 nach Beilstein eingemeindet. Für Beilstein wurde, wie für alle ehemals eigenständigen Gemeinden von Greifenstein, ein Ortsbezirk mit Ortsbeirat und Ortsvorsteher nach der Hessischen Gemeindeordnung gebildet. Sitz der Gemeindeverwaltung blieb Beilstein.

### Verwaltungsgeschichte im Überblick
Die folgende Liste zeigt die Staaten bzw. Herrschaftsgebiete und deren untergeordnete Verwaltungseinheiten, in denen Beilstein lag:
- 14. Jahrhundert: Heiliges Römisches Reich, Nassau-Dillenburg, Kalenberger Zent
- 1343–1561: Heiliges Römisches Reich, Nassau-Beilstein, Amt Beilstein
- 1562–1606: Heiliges Römisches Reich, Nassau-Dillenburg, Amt Beilstein
- 1607–1620:  Heiliges Römisches Reich, Nassau-Beilstein, Amt Beilstein
- ab 1621 Heiliges Römisches Reich, Grafschaft/Fürstentum Nassau-Diez, Amt Beilstein
- ab 1790: Heiliges Römisches Reich, Fürstentum Nassau-Diez, Amt Driedorf
- 1813–1815: Fürstentum Nassau-Oranien, Kanton Driedorf
- ab 1816: Herzogtum Nassau, Amt Herborn
- ab 1849: Herzogtum Nassau, Kreisamt Herborn
- ab 1854: Herzogtum Nassau, Amt Herborn
- ab 1867: Norddeutscher Bund[Anm. 1], Königreich Preußen, Provinz Hessen-Nassau, Regierungsbezirk Wiesbaden, Dillkreis
- ab 1871: Deutsches Reich, Königreich Preußen, Provinz Hessen-Nassau, Regierungsbezirk Wiesbaden, Dillkreis
- ab 1918: Deutsches Reich, Freistaat Preußen, Provinz Hessen-Nassau, Regierungsbezirk Wiesbaden, Dillkreis
- ab 1932: Deutsches Reich, Freistaat Preußen, Provinz Hessen-Nassau, Regierungsbezirk Wiesbaden, Landkreis Dillenburg
- ab 1933: Deutsches Reich, Freistaat Preußen, Provinz Hessen-Nassau, Regierungsbezirk Wiesbaden, Dillkreis
- ab 1944: Deutsches Reich, Freistaat Preußen, Provinz Nassau, Dillkreis
- ab 1945: Amerikanische Besatzungszone, Groß-Hessen, Regierungsbezirk Wiesbaden, Dillkreis
- ab 1946: Amerikanische Besatzungszone, Land Hessen, Regierungsbezirk Wiesbaden, Dillkreis
- ab 1949: Bundesrepublik Deutschland, Land Hessen, Regierungsbezirk Wiesbaden, Dillkreis
- ab 1968: Bundesrepublik Deutschland, Land Hessen, Regierungsbezirk Darmstadt, Dillkreis
- ab 1977: Bundesrepublik Deutschland, Land Hessen, Regierungsbezirk Darmstadt, Lahn-Dill-Kreis, Gemeinde Greifenstein[Anm. 2]
- ab 1981: Bundesrepublik Deutschland, Land Hessen, Regierungsbezirk Gießen, Lahn-Dill-Kreis, Gemeinde Greifenstein

### Bevölkerung
Einwohnerstruktur 2011
Nach den Erhebungen des Zensus 2011 lebten am Stichtag dem 9. Mai 2011 in Beilstein 1545 Einwohner. Darunter waren 63 (4,1 %) Ausländer.
Nach dem Lebensalter waren 364 Einwohner unter 18 Jahren, 645 waren zwischen 18 und 49, 336 zwischen 50 und 64 und 300 Einwohner waren älter. Die Einwohner lebten in 636 Haushalten. Davon waren 171 Singlehaushalte, 180 Paare ohne Kinder und 204 Paare mit Kindern, sowie 69 Alleinerziehende und 9 Wohngemeinschaften. In 132 Haushalten lebten ausschließlich Senioren und in 411 Haushaltungen leben keine Senioren.
Einwohnerentwicklung
| Beilstein: Einwohnerzahlen von 1834 bis 2020 | Beilstein: Einwohnerzahlen von 1834 bis 2020 | Beilstein: Einwohnerzahlen von 1834 bis 2020 | Beilstein: Einwohnerzahlen von 1834 bis 2020 | Beilstein: Einwohnerzahlen von 1834 bis 2020 |
| --- | -------------------------------------------- | -------------------------------------------- | -------------------------------------------- | -------------------------------------------- |
| Jahr |                                              |                                              |                                              | Einwohner                                    |
| 1834 | 1834                                         |                                              | 698                                          | 698                                          |
| 1840 | 1840                                         |                                              | 799                                          | 799                                          |
| 1846 | 1846                                         |                                              | 796                                          | 796                                          |
| 1852 | 1852                                         |                                              | 808                                          | 808                                          |
| 1858 | 1858                                         |                                              | 821                                          | 821                                          |
| 1864 | 1864                                         |                                              | 842                                          | 842                                          |
| 1871 | 1871                                         |                                              | 746                                          | 746                                          |
| 1875 | 1875                                         |                                              | 820                                          | 820                                          |
| 1885 | 1885                                         |                                              | 726                                          | 726                                          |
| 1895 | 1895                                         |                                              | 744                                          | 744                                          |
| 1905 | 1905                                         |                                              | 706                                          | 706                                          |
| 1910 | 1910                                         |                                              | 764                                          | 764                                          |
| 1925 | 1925                                         |                                              | 852                                          | 852                                          |
| 1939 | 1939                                         |                                              | 913                                          | 913                                          |
| 1946 | 1946                                         |                                              | 1.098                                        | 1.098                                        |
| 1950 | 1950                                         |                                              | 1.069                                        | 1.069                                        |
| 1956 | 1956                                         |                                              | 1.127                                        | 1.127                                        |
| 1961 | 1961                                         |                                              | 1.164                                        | 1.164                                        |
| 1967 | 1967                                         |                                              | 1.351                                        | 1.351                                        |
| 2011 | 2011                                         |                                              | 1.545                                        | 1.545                                        |
| 2015 | 2015                                         |                                              | 1.579                                        | 1.579                                        |
| 2020 | 2020                                         |                                              | 1.457                                        | 1.457                                        |
| Datenquelle: Historisches Gemeindeverzeichnis für Hessen: Die Bevölkerung der Gemeinden 1834 bis 1967. Wiesbaden: Hessisches Statistisches Landesamt, 1968. Weitere Quellen: Gemeinde Greifenstein |                                              |                                              |                                              |                                              |

Religionszugehörigkeit
| Quelle: Historisches Ortslexikon |                                                                     |
| 1885:                            | 481 evangelische (= 99,18 %), vier katholische (= 0,82 %) Einwohner |
| 1961:                            | 990 evangelische (= 85,05 %), 168 (= 14,43 %) katholische Einwohner |

## Ortsbeirat
Für den Ortsteil Beilstein gibt es einen vierköpfigen Ortsbeirat mit Ortsvorsteher. Nach den Kommunalwahlen in Hessen 2021 ist der Ortsvorsteherin Eva Dagne.

## Sehenswürdigkeiten
Die wohl wichtigste Sehenswürdigkeit in Beilstein selbst ist die heute nur teilweise wieder aufgebaute Ruine der Burg Beilstein, die erstmals 1129 erwähnt wurde und nur wenige Meter über dem Ort steht. Sie ist heute ein Wohnheim für Menschen mit Behinderungen.
Weiter östlich gelegen kann die Burg Greifenstein mit ihrem Glockenmuseum besichtigt werden.

## Wirtschaft und Infrastruktur
Der Abbau von Ton und Basalt war seit Beginn des 20. Jahrhunderts der wichtigste Wirtschaftsfaktor des Ortes. Die eher extensive Landwirtschaft hat auch in der Vergangenheit keine nennenswerte Rolle gespielt. Vor dem Senckenberg-Museum in Frankfurt stehen Basalt-Säulen aus einem der Beilsteiner Steinbrüche.
Heute befinden sich einige eher kleinere verarbeitende Betriebe in Beilstein.

### Tourismus

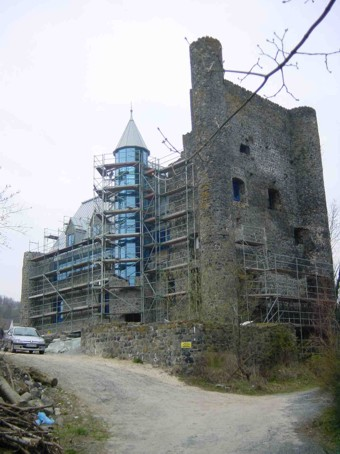
Burg Beilstein während des Ausbaus 2002

Im Ort gibt es mehrere Gaststätten mit Fremdenzimmern.
Südlich von Beilstein befindet sich die im Tal des Ulmbachs gelegene recht kleine und nur etwa 1000 Meter lange Ulmbachtalsperre, an deren Ufer sich ein Campingplatz befindet.

### Verkehr
Östlich des Ortes verläuft die Bundesautobahn 45 mit den am nächsten gelegenen Ausfahrten Herborn Süd und Ehringshausen. Im Süden befindet sich die Bundesstraße 49, im Norden die B 255. Beilstein kann durch mehrere Landstraßen erreicht werden, von denen eine nördlich um den Ort als Umgehungsstraße herumführt.
Der Ort war Endpunkt der von der an der Lahn gelegenen Kleinstadt Leun nach Norden bis Beilstein geführten Ulmtalbahn, die 1925 in erster Linie zum Abtransport des Ton und dem Basaltgestein errichtet wurde und in ihrer kurzen Bestehenszeit keinen nennenswerten Personenverkehr aufweisen konnte. Eine geplante Verlängerung der Strecke zur Westerwaldquerbahn wurde durch den Zweiten Weltkrieg nicht mehr umgesetzt. Bereits vor mehreren Jahrzehnten wurde erst der Personenverkehr (1976) und dann Ende der 1980er Jahre der Güterverkehr eingestellt. Im Laufe der 1990er Jahre wurden die Schienen komplett entfernt. Heute verläuft auf großen Teilen der Strecke ein Radwanderweg.
Die nächsten Regionalbahnhöfe befinden sich in Weilburg, Leun, Wetzlar und Herborn.